# Malvik
Malvik (en noruego y oficialmente Malvik Kommune) es una localidad y un municipio de la provincia de Trøndelag, en el centro de Noruega. Forma parte de la región de Trondheim. El centro administrativo del municipio es la localidad de Hommelvik. Otras localidades de Malvik son Muruvika, Smiskaret, Sneisen, Vikhammer y Hundhammeren.
Mientras que «Malvik» se refiere al municipio en su conjunto, el término también hace referencia al centro poblado de Malvik.  Situado entre Hommelvik y Vikhammer, este pueblo constituye el centro original del municipio, y es donde se sitúa la iglesia histórica de Malvik.  El área urbana del municipio es de 3,02 km² y tiene una población de 6554 habitantes.  La densidad de población  es de 2170 habitantes por kilómetro cuadrado.

## Historia
El municipio de Malvik se creó en 1891 cuando se separó de Strinda.  El 1 de enero de 1914, una pequeña porción de Lånke (población: 38) fue cedida a Malvik.  El 1 de julio de 1953, parte de Malvik (población: 37) fue cedida a Strinda.

## Etimología
El municipio (originalmente la parroquia) recibe su nombre de la vieja granja de Malvik (Nórdico antiguo: Manvík), lugar donde se construyó la primera iglesia. El primer elemento es probablemente mǫn (tema man-), que significa «crin», en referencia a una cresta montañosa situada detrás de la granja. (Mana, que significa «el crin», es un nombre habitual en varias montañas de Noruega, donde la forma de la montaña se compara con la del crin del caballo.) El último elemento (Nórdico antiguo: Vík) se corresponde con la forma vik, cuyo significado es «grao».

## Escudo
El escudo de armas data de los años 1980. Fue aprobado el 23 de julio de 1982.  Las armas muestran un urogallo común, elegido como símbolo por la diversidad natural de la zona.

## Iglesias
La Iglesia de Noruega tiene dos parroquias (sokn) en el municipio de Malvik, todas ellas edificadas entre los siglos XIX y XX. Forman parte la circunscripción de Stjørdal y de la diócesis de Nidaros.
| Parroquia (Sokn) | Nombre            | Año  | Ubicación de la iglesia |
| ---------------- | ----------------- | ---- | ----------------------- |
| Hommelvik        | Hommelvik kirke   | 1886 | Hommelvik               |
| Hommelvik        | Mostadmark kapell | 1986 | Sneisen                 |
| Malvik           | Malvik kirke      | 1846 | Malvik                  |

## Geografía
Malvik se encuentra justo al este de Trondheim, por lejos la ciudad más grande de la región y la tercera más extensa de Noruega.  Muchos habitantes de Malvik trabajan en Trondheim, si bien Malvik posee su industria local.
La zona septentrional de Malvik se extiende a lo largo del fiordo de Trondheim (Trondheimsfjord), y es en esta zona costera donde viven la mayoría de sus habitantes, así como el lugar donde se sitúan muchas escuelas y lugares de trabajo. El centro administrativo o capital es Hommelvik, situado 25 kilómetros al este de Trondheim, y es desde hace tiempo la localidad más poblada de Malvik. En las últimas décadas, la zona que rodea a Vikhammer y a Hundhammeren (cerca de 10 km al oeste) ha crecido más que Hommelvik.  La zona cuenta con nuevas residencias, negocios y centros comerciales. La región en su conjunto se considera parte de la zona metropolitana de Malvik.
La zona meridional del municipio está formada por granjas y áreas forestales, con puntos de senderismo y de esquí campo a través. El río Homla discurre hacia el norte del fiordo de Trondheim. El lago Jonsvatnet se encuentra al oeste del municipio.
Al sureste de Malvik se encuentran los enclaves de Jøsås.  Tres alquerías, Øvre Jøsås, Store Jøsås y Lille Jøsås, pertenecientes al municipio de Malvik en la provincia de Sør-Trøndelag, se encuentran en el municipio de Stjørdal, en la provincia de Nord-Trøndelag.  Øvre Jøsås y Store Jøsås se sitúan en un enclave (oeste), mientras que Lille Jøsås forma parte de otro enclave (este). Los enclaves son solo accesibles por carretera a través del municipio de Malvik pese a formar parte de Stjørdal. La distancia entre estos enclaves es muy pequeña, de tan solo 8 kilómetros.

## Transporte

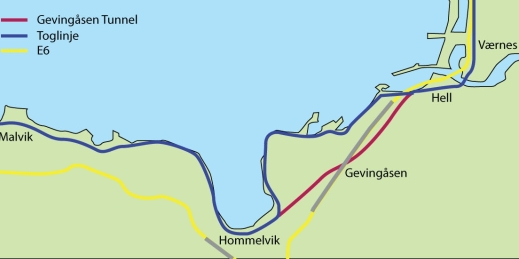
Mapa de los túneles de Malvik a Stjørdal

El municipio de Stjørdal (en la provincia de Nord-Trøndelag), que incluye al aeropuerto de Trondheim-Værnes, se encuentra al este de Malvik.  El aeropuerto cuenta con vuelos frecuentes a varios destinos en Noruega, así como un creciente número de conexiones directas con varios aeropuertos en el extranjero, entre ellos Londres, Ámsterdam, Copenague, Estocolmo y Praga. La cercanía de este aeropuerto convierte a Malvik en un punto estratégico, pese a ser una comunidad pequeña en un paraje relativamente aislado. La ruta europea E6 recorre Malvik y posee varios túneles, el más largo de los cuales es el túnel de Hell.
La línea de Nordlandbanen conecta a Trondheim con Bodø, al norte de Noruega, y la línea de Meråker se dirige hacia el este y conecta al municipio con Suecia. La carretera se extiende a lo largo del fiordo de Trondheim en Malvik. El municipio posee dos estaciones de tren: Estación de Vikhammer y Estación de Hommelvik.  El túnel de Gevingåsen se encuentra en construcción para acortar el trayecto de Trondheim a Stjørdal. Al este de Malvik, en un pequeño paraje llamado Hell, se encuentra el nudo ferroviario que separa la ruta de Bodø de la que se dirige a Suecia.

## Medios de comunicación
El municipio tiene su propio periódico local, el Malvik-Bladet, que publica los miércoles y los sábados. La oficina de redacción se encuentra en Hommelvik.

## Lugares de interés

### Nygårdsvollen
Nygårdsveien se encuentra a cinco minutos de Hommelvik y es un antiguo minifundio. Es el lugar de nacimiento de Johan Nygaardsvold, primer ministro de Noruega. Nygaardsvold se mudó al centro de Hommelvik cuando murió su padre en 1897.

### Mostadmark Jernverk
La Mostadmark Jernverk, o Herrería de Mostadmark, fue fundada en 1653. La primera fundición de hierro comenzó en la primavera de 1657 y el producto principal era material de guerra destinado a proteger las fortificaciones de la zona de Trondheim. Con el tiempo, Mostadmark se convirtió en el principal proveedor de hierro del rey de Dinamarca. El rey danés llegó a ser tan dependiente del hierro de Mostadmark que confiscó la obra al propio barón sueco de la planta, William Davidson, cuando estalló la guerra entre Dinamarca-Noruega y Suecia. La fábrica se declaró en quiebra en 1695 pero en 1758 se reanudaron las operaciones hasta 1872, año en el que cerró definitivamente.

### Abrahallen
Abrahallen, o Sala de Abra, se encuentra en Sveberg, en la zona residencial de Bjørnmyra. Es el estadio de fútbol sala más grande de Noruega, y el lugar donde se celebra la Copa de Malvik cada año. En enero de 2009 se derrumbó parte del techo, por lo que el recinto permaneció cerrado hasta el mes de agosto, cuando culminaron las obras de restauración.

## Personajes ilustres
- Johan Nygaardsvold (1879–1952), primer ministro de Noruega entre 1935 y 1945.
- Kåre Ingebrigtsen (1965–), exfutbolista (Rosenborg BK).[17]
- Ingvild Vaggen Malvik (1971–), política (SV).[18]